# Hiroo Onoda
Hiroo Onoda (小野田 寛郎 Onoda Hirō; Kainan, 19 de março de 1922 – Tóquio, 16 de janeiro de 2014) foi um oficial japonês da inteligência do Exército imperial japonês que combateu na Segunda Guerra Mundial. Ele foi o último soldado japonês a dar baixa, quase trinta anos após o término da guerra.

## Biografia
Onoda havia treinado como oficial de inteligência no curso de comando "Futamata" (二俣分校 futamata-bunkō) da Nakano School. Em 26 de dezembro de 1944 foi enviado à ilha Lubang nas Filipinas. Sua missão, descrita em nota pelo Major Yoshimi Taniguchi, era a de manter-se vivo. Um trecho da nota, em uma tradução livre, dizia que “Isso pode levar três anos, pode levar cinco, mas aconteça o que acontecer, nós vamos voltar até você”. Foi-lhe ordenado fazer qualquer coisa ao seu alcance para dificultar ataques do inimigo à ilha, inclusive destruir o campo de pouso e o cais no porto. Suas ordens também expressavam que sob nenhuma circunstância deveria se render ou suicidar-se.
Estava lá quando a ilha foi recuperada pelos aliados em fevereiro de 1945, ao final da guerra. A maioria das tropas japonesas morreu ou foi capturada por forças americanas. Onoda e diversos outros homens, entretanto, esconderam-se na selva densa.
Onoda continuou sua campanha, vivendo inicialmente nas montanhas com três soldados. Um de seus camaradas rendeu-se às forças Filipinas, e os outros dois foram mortos em batalhas com as forças locais — em 1954 e em 1972 — deixando Onoda sozinho nas montanhas. Por 29 anos, recusou render-se, negando cada tentativa de convencê-lo de que a guerra tinha acabado com a rendição do Imperador. Em 1959, Onoda foi declarado legalmente morto no Japão.
Para sobreviver, Onoda roubava arroz e bananas de moradores locais, e abatia vacas para obter carne. 
Encontrado pelo estudante japonês Norio Suzuki, Onoda recusou-se ainda a aceitar que a guerra tinha acabado a menos que recebesse ordens para baixar armas diretamente de seu oficial superior. Suzuki se prontificou a ajudar e retornou ao Japão com fotografias de si mesmo e de Onoda como prova de seu encontro. Em 1974, o governo japonês encontrou o oficial comandante de Onoda, Major Yoshimi Taniguchi, que havia se tornado um livreiro. Taniguchi foi para Lubang, cumprindo a promessa de que o buscariam, houvesse o que houvesse, informou a Onoda da derrota do Japão na Segunda Guerra e ordenou-lhe a depor armas:
1. De acordo com a ordem Imperial, o Exército da Área XIV cessou toda a atividade de combate.
2. De acordo com a ordem do Comando Militar n.º A-2003, o Esquadrão Especial do Comando da Equipe está dispensado de todas as obrigações militares.
3. Unidades e indivíduos sob o comando do Esquadrão Especial devem cessar as atividades e operações militares imediatamente e submeter-se ao comando do oficial superior mais próximo. Se nenhum oficial puder ser encontrado, devem comunicar-se com as forças americanas ou filipinas e seguir suas diretrizes.[5]

O tenente Onoda foi, assim, devidamente isentado do dever, e, portanto, jamais se rendeu. Emergiu da selva 29 anos após o fim da Segunda Guerra Mundial e aceitou a ordem do oficial comandante vestindo seu uniforme e espada, com seu rifle Arisaka 99 ainda em condições operacionais, com 500 cartuchos de munição e diversas granadas de mão, bem como a adaga que sua mãe havia lhe dado em 1944 para proteção.
Embora tivesse matado aproximadamente trinta habitantes filipinos locais e engajado em diversos tiroteios com a polícia, as circunstâncias destes eventos foram levadas em consideração da situação, e Onoda recebeu o perdão do presidente filipino Ferdinando Marcos.
Depois de sua baixa, em 9 de março de 1974 Onoda se mudou para o Brasil, onde vivia seu irmão mais próximo, Tadao Onoda, tornando-se fazendeiro de gado na colônia agrícola de JAMIC em Terenos, Mato Grosso do Sul.
Publicou uma autobiografia: No Surrender: My Thirty-year war (no Brasil, publicado pela Empresa Jornalística S. Paulo Shimbum S.A. como "Os Trinta Anos de Minha Guerra"), logo após seu retorno, detalhando sua vida como um combatente de guerrilha em uma guerra há muito tempo terminada. Revisitou a Ilha de Lubang em 1996, doando $ 10 000 para a escola local em Lubang. Casou-se com uma japonesa e voltou para o Japão, para administrar um acampamento para crianças, mas voltava com regularidade ao Brasil.
Faleceu em 17 de janeiro de 2014.

## Familiares no Brasil
Encontram-se no Brasil ainda familiares de Hiroo. Seu irmão, Tadao Onoda, faleceu no ano de 1991, em São Paulo, porém seus filhos ainda vivem e deixam netos que ainda carregam o sobrenome.

## Condecorações no Brasil
Onoda recebeu em 6 de Dezembro de 2006, a medalha de mérito Santos-Dumont da Força Aérea Brasileira. Em fevereiro de 2010, a Assembleia Legislativa de Mato Grosso do Sul conferiu-lhe o título de "Cidadão Sul-Matogrossense".

## Filmografia
- Onoda's War, Curta-metragem independente (2016)
- Onoda - 10 Mil Noites na Selva (2021)